# Hauger Station
Hauger Station (Hauger stasjon) er en metrostation på Kolsåsbanen på T-banen i Oslo.
Stationen blev lukket 1. juli 2006 sammen med Kolsåsbanen, da denne skulle opgraderes til metrostandard. Stationen blev genåbnet 12. oktober 2014.
Stationen har to perroner, en for østgående trafik mod Kolsås og en for østgående trafik mod Stortinget. I 1970'erne og 1980'erne var der en Narvesen-kiosk på perronen for østgående T-banetog. Tidligere var den over en overskæring i niveau for biler og gående, men den fjernet i forbindelse med ombygningen af stationen, da Kolsåsbanen blev opgraderet i begyndelsen af 2010'erne.